# ホメオティック遺伝子
ホメオティック遺伝子群 (英： Homeotic genes ; 英別名 Hox genes)は、動物の胚発生の初期において組織の前後軸および体節制を決定する遺伝子である。この遺伝子は、胚段階で体節にかかわる構造（たとえば脚、触角、目など）の適切な数量と配置について決定的な役割を持つ。

## 塩基配列の保存
ホメオドメインタンパク質のモチーフ（繰返し節の特徴）は、広大な遺伝距離に渡って非常に保守的（異なる種の間で変化が少ない）である。ホメオティックタンパク質の機能的同一性は、ハエのホメオティックタンパク質をニワトリのそれと入れ替えても、ハエは完全に機能するという事実が示している  。
これは、その最も近い共通祖先の年代が6.7億年以前であるにもかかわらず

、ニワトリの任意のホメオティックタンパク質の遺伝子の一つと、それに対するハエの相似遺伝子は、実際に互いに交換可能なくらい似通っているということを意味する。
タンパク質のアミノ酸配列が高度に保存されているにもかかわらず、DNAの塩基配列は、コドンの縮退のために、やや保存度が低い（つまり、同じアミノ酸に対応する遺伝コードが複数存在する場合があるということである）。この高度な保存性の理由は、これらのタンパク質の機能に関係している。ホメオティック遺伝子群は組織の基本的な空間的レイアウトを用意する。これによって、目は腹部ではなく頭部に、脚は頭部ではなく側部に形成されることになる。もし、たとえ1つの突然変異がDNAに生じても、これらの遺伝子群は組織にドラスティックな影響を与えることになるので（後述の「ホメオティック突然変異」参照）、これらの遺伝子の長い年月に渡る変化は相対的に小さいのである。

## ホメオドメイン
ホメオティック遺伝子群により生産されたタンパク質は、転写因子 (transcription factor) として知られるタンパク質のクラスに属し、これらは全てDNAに結合する機能を持ち、これによって遺伝子の転写を制御できる。
ホメオボックスの塩基配列がコードする、60のアミノ酸から成るヘリックスターンヘリックスタンパク質はホメオドメインフォールド（あるいは単に「ホメオドメイン」）として知られるものである。
このホメオドメインは、エンハンサーと呼ばれる特定の塩基配列に結合し、転写をオン・オフする、いわばスイッチであり、結合により遺伝子を活性化する場合も抑制する場合もある。同一のホメオティックタンパク質が、ある遺伝子では抑制的に働き、他の遺伝子では促進的に働くことが可能である。
例として、ハエ (キイロショウジョウバエ、Drosophila melanogaster) では、ホメオティック遺伝子の生産タンパク質であるアンテナペディア (Antennapedia) は、脚と翅を含む第2胸節の構造を規定している遺伝子群を活性化させるが、目と触角の形成に関係している遺伝子群を抑制する。従って、アンテナペディアタンパク質が存在する部位では、どこであろうと目と触角ではなく脚と翅が形成されることになる。ホメオボックスタンパク質群で制御されている遺伝子群は リアライゼーター遺伝子 (realisator genes) と呼ばれており、これらのタンパク質は、組織、器官、構造（脚、目、翅など）を作るセグメントポラリティー遺伝子群 (segment polarity genes) が生産する。

## ホメオドメインが結合するエンハンサーの塩基配列
ホメオドメインタンパク質が結合するDNA塩基配列は TAAT というヌクレオチド配列を持ち、この5'端の T が結合には最も重要である 。 この配列はホメオドメインに認識される部位ではほとんど全て保存されており、おそらくこれらの部位をDNAへの結合部位として識別していると考えられる。この初期配列に続く塩基対配列は、同じ部位に結合する全てのホメオドメインタンパク質で共通して認識のために使っている。例として、 TAAT 配列に続くヌクレオチドは、ホメオドメインタンパク質の9番目のアミノ酸により認識される。Bicoidタンパク質ではこの位置はリシンであり、これはヌクレオチドのグアニンを識別し結合する。アンテナペディアタンパク質ではこの位置はグルタミンが占めており、アデニンを識別し結合する。Bicoid のリシンがグルタミンに入れ替わると、この変異タンパク質はアンテナペディア結合エンハンサーの部位を認識するようになる 。

## ホメオティック遺伝子群の制御
ホメオティック遺伝子がリアライゼーター遺伝子を制御するのと同様に、これらは今度はギャップ遺伝子群 (gap genes) とペアルール遺伝子群 (pair-rule genes) によって制御され、さらにこれらは、母方から供給されたメッセンジャーRNAにより制御される。結局これらは次のような転写因子カスケードを構成する。母系メッセンジャーRNAがギャップおよびペアルール遺伝子群を活性化し、ギャップおよびペアルール遺伝子群がホメオティック遺伝子群を活性化し、最後にリアライゼーター遺伝子群を活性化し、これらが発生中の胚の中の節の分化を引き起こす。
制御は 形態形成場と呼ばれるタンパク質濃度の勾配を通じて実現される。例えば、母方由来のあるタンパク質の高濃度と他のタンパク質の低濃度が、ギャップまたはペアルール遺伝子群の特定の組を活性化する。ハエでは胚の第2縞が母方由来の Bicoid と Hunchback で活性化され、逆にギャップタンパク質の Giant と Kruppel により抑制される。従って、第2縞は、 Bicoid と Hunchback が存在し、Giant と Kruppel が存在しない場所でのみ形成される。
ホメオティック遺伝子クラスター内にコードが位置しているmiRNAストランド (1本鎖短RNA)は、もっと前方のホメオティック遺伝子群を抑圧することが示されている (「後方発現現象」)。恐らくこれは、表現型を微調整するためのものであろう。
ノンコーディングRNA (ncRNA) は、ホメオティック遺伝子クラスター内に豊富に存在することが示されている。ヒトでは 231 のノンコーディングRNAが存在している。そのうちの一つである HOTAIR は、ポリコーム群タンパク質 (PRC2)に結合することにより転写を抑制する (これはホメオティック遺伝子クラスター HOXC から転写され、後方にある HOXD 遺伝子群を抑制する) 。
転写にはクロマチン構造が不可欠であるが、クラスターが染色体領域の外でループを描くことも必要である 。
定量的 PCR 法は、コリニアリティー(en:Collinearity)と関係していると考えられるいつかの傾向を明らかにしている。つまり、システムは平衡状態にあり、転写の総数は存在する遺伝子の数と線形関係にあるということである。

## ホメオティック突然変異
ホメオティック遺伝子群の不正確な発現は、個体の形態に大きな変化を引き起こす。1894年にウィリアム・ベイトソンは、花の雄しべがたまに誤った位置に発現することに気づき (彼は本来なら花弁が生える位置に雄しべが生える花のサンプルを発見した)、これが最初のホメオティック突然変異と同定された。
1940年代末にエドワード・ルイスは、キイロショウジョウバエにボディパーツの奇怪な再配置を発生させるホメオティック突然変異の研究を開始した。脚の発現をコードする遺伝子の突然変異が奇形や死を引き起こす。例として、アンテナペディア遺伝子の突然変異はハエの頭部に触角ではなく脚を生じさせる。
キイロショウジョウバエについての他の有名な例は、第3胸節を規定する Ultrabithorax ホメオティック遺伝子の突然変異である。正常な状態では、この体節は1対の脚と1対の平均棍 (翅が退化した器官) を持つ。変異体では、機能する Ultrabithorax タンパク質を欠いており、第3胸節はその直前の第2胸節 (1対の脚と1対の完全は翅を持つ) と同一の構造を発現することになる。これらの変異体は、自然の状態の個体集団でも現れることがあり、これがホメオティック遺伝子の発見に結びついた。

## ホメオティック遺伝子のコリニアリティー
様々のホメオティック遺伝子が染色体上のグループまたはクラスターとして互いに非常に接近して配置されている。

## ホメオティック遺伝子の分類
異なる門のホメオティック遺伝子群は異なる名称を持つが、これは分類表の上で混乱を引き起こしている。脱皮動物 (Ecdysozoa ； 節足動物、線形動物など) の全ホメオティック遺伝子群はアンテナペディア複合遺伝子 (Antennapedia complex) とバイソラックス複合遺伝子 (Bithorax complex) という2つのクラスターから成る。これらは合わせては HOM-C (Homeotic Complex) と呼ばれる。新口動物 (Deuterostome ； 棘皮動物、脊索動物) のホメオティック遺伝子群は Hox 遺伝子群と呼ばれ、Hoxa、Hoxb、Hoxc および Hoxd という4つのクラスターに編成されている。新口動物に属さない門のホメオティック遺伝子群を「 Hox 遺伝子群」と呼ぶのは学術的には不正確であるが、「ホメオティック」の意味で「hox」を用いる慣例は、現在では科学論文においてさえも認容されている。

## ホメオティック遺伝子群の系統学的な分布
脱皮動物では約10個のホメオティック遺伝子が存在する。脊椎動物では、Hoxa、Hoxb、Hoxc、および Hoxd として知られる、これら10個の遺伝子群の4つの重複した組 (パラローグ ； paralogue) を持つ。これら4組のパラローグクラスターは、脊椎動物の祖先のゲノムが全部で2回の重複を受けたことの結果である 。
最初の重複は刺胞動物 (Cnidaria) と左右相称動物 (Bilateria) の分岐の前に起こり、2回目の重複は魚類の進化の過程で起こった。

脊椎動物のこれらの遺伝子は脱皮動物に見られる遺伝子の重複なのであるが、これらの4組のコピーは実際には同一ではない。各コピーには時間の経過とともにそれ自身に特有の突然変異が蓄積され、特有の機能を持つタンパク質を生産することになる。いくつかの脊椎動物のグループでは完全に消滅してしまったり、あるいは再度重複が生じた遺伝子もある。
例えば、Hoxa と Hoxd は脚の軸に沿った節の配置に関係している。脚における Hox の発現は2段階である、早期の発現は腕を形成し、後期の発現は指を形成する。これには Hoxd 8 から 13 が関係しており、別個に Hoxd 13 の 5’制御領域を持つ (これは真骨類魚類では発見されていない) 。

## 沿革
クリスティアーネ・ニュスライン＝フォルハルトとエリック・ヴィーシャウス
は、果実蝿のキイロショウジョウバエの体節構造の形成と体制 (body plan) を決定する上で、核心的に重要な15の遺伝子を同定し分類した。エドワード・ルイスは次の段階（幼虫の節の特定の体節への分化を支配するホメオティック遺伝子）を研究した。ホメオティックとは、何かあるものがそれと似た別のものに変化してしまったことを意味する。ルイスはバイソラックス複合遺伝子の中に存在する時間的、空間的な順序における遺伝子のコリニアリティーと、それに支配される体節の領域を発見した。この業績に対して1995年にノーベル生理学・医学賞が授与された。